# مورغان بارا
مورغان بارا (بالفرنسية: Morgan Parra) هو لاعب اتحاد الرغبي فرنسي، ولد في 15 نوفمبر 1988 في متز في فرنسا.

## وصلات خارجية
- مورغان بارا عل موقع إسبنسكروم (الإنجليزية)
- مورغان بارا على موقع ItsRugby.co.uk (الإنجليزية)